# Miss Mundo Guatemala
Miss Guatemala es un título de belleza femenina, el cual elige representantes de Guatemala para los certámenes Miss Mundo  y Miss Internacional. También se conoce así al certamen que lo confiere y que se celebra anualmente, juzgando la belleza integral, la elegancia, la personalidad, el porte, la pose, la comunicación y la seguridad de candidatas provenientes de diferentes departamentos del país se dice que la portadora es «la mujer más bella de Guatemala». Cada concursante representa únicamente a su departamento de origen y la ganadora del título lo lleva por un período de alrededor de un año, añadiendo a él, el año en que lo ganó.

## Ganadoras de Miss World Guatemala
- Se declara Ganadora
- Ended as runner-up
- Ended as one of the finalists or semifinalists

| Año  | Miss Guatemala                        | Representó a   |
| ---- | ------------------------------------- | -------------- |
| 1976 | Marta Elisa Tirado Richardson         | San Marcos     |
| 1981 | Beatriz Bojorquez Palacios            | Guatemala      |
| 1982 | Flor de María Orellana Mejía          | Zacapa         |
| 1983 | Hilda Mansilla Manrique               | Guatemala      |
| 1984 | Carla Giovanna Aldana Fontana         | Guatemala      |
| 1985 | Mercedes Alicia Beteta Chinchilla     | Chiquimula     |
| 1986 | Sonia Schoenstendt Briz               | Guatemala      |
| 1987 | Mabel Daniza Hernández Gutiérrez      | Escuintla      |
| 1988 | Carla Xiomara Aguierre López          | Chiquimula     |
| 1989 | Rocío Lerma de la Vega                | Guatemala      |
| 1990 | Maria del Rosario Pérez Aguilar       | Guatemala      |
| 1991 | Marlyn Lorena Magaña Ramírez          | Guatemala      |
| 1992 | Ana María Johanis Iglesias            | Guatemala      |
| 1993 | María Lucrecia Flores Flores          | Guatemala      |
| 1994 | Sonia María Rosales Vargas            | Zacapa         |
| 1995 | Sara Elizabeth Sandoval Villatoro     | Huehuetenango  |
| 1996 | María Gabriela Rosales Castellanos    | Guatemala      |
| 1997 | Lourdes Mabel Valencia Bobadilla      | Guatemala      |
| 1998 | Glenda Irasema Cifuentes Ruíz         | Escuintla      |
| 1999 | Ana Beatriz González Scheel           | Quetzaltenango |
| 2000 | Cindy Margó Ramírez Lemus             | Alta Verapaz   |
| 2001 | Claudia Sarti Sturge                  | Guatemala      |
| 2002 | Paula Margarita Alonso Morales        | Guatemala      |
| 2003 | Jennifer Dulce María Duarte Hernández | Chiquimula     |
| 2004 | Dámaris Stefanie García Guerrero      | Guatemala      |
| 2005 | María Inés Gálvez Close               | Guatemala      |
| 2006 | Massiel Renée Carrillo Morales        | Sacatepéquez   |
| 2007 | Hamy Nataly Tejeda Funes              | Guatemala      |
| 2008 | Luz Yohana Marroquín Morán            | Jalapa         |
| 2009 | Sonia Angélica Guevara Morfín         | San Marcos     |
| 2010 | Ana Lucía Mazariegos Florentino       | Guatemala      |
| 2011 | Monique Georgette Aparicio López      | Quetzaltenango |
| 2013 | Karla Loraine Quinto Turcios          | Guatemala      |
| 2014 | Keyla Lisbeth Bermúdez Núñez          | Izabal         |
| 2015 | María José Larrañaga                  | Guatemala      |
| 2016 | Melanie Espina Luna                   | Guatemala      |
| 2017 | Elizabeth Gramajo                     | Guatemala      |
| 2018 | Keila Sofía Rodas Castillo            | Guatemala-USA  |

| Año  | Candidata                                     | Representó a   | Resultado         |  |
| ---- | --------------------------------------------- | -------------- | ----------------- |  |
| 1976 | Marta Elisa Tirado Richardson                 | Guatemala      |                   |  |
| 1979 | Michelle Marie Domínguez Santos               | Guatemala      |                   |  |
| 1980 | Lizabeth Iveth Martinez Noack                 | Alta Verapaz   |                   |  |
| 1981 | Beatriz Bojorquez Palacios                    | Guatemala      |                   |  |
| 1982 | Edith Suzanne Whitbeck Cain                   | Guatemala      |                   |  |
| 1983 | Hilda Mansilla Manrique                       | Guatemala      |                   |  |
| 1984 | Carla Giovanna Aldana Fontana                 | Guatemala      |                   |  |
| 1985 | Maricela Luna Villacorta                      | Guatemala      |                   |  |
| 1986 | Sonia Schoenstedt Briz                        | Guatemala      |                   |  |
| 1987 | Mabel Daniza Hernández Gutíerrez              | Escuintla      |                   |  |
| 1988 | Mariluz Aguilar Rivas                         | Guatemala      | Miss Fotogénica   |  |
| 1989 | Rocio Lerma de la Vega                        | Guatemala      |                   |  |
| 1990 | María del Rosario Pérez Aguilar               | Guatemala      |                   |  |
| 1991 | Marlyn Lorena Magaña Ramirez                  | Guatemala      |                   |  |
| 1992 | Ana María Johanis Iglesias                    | Guatemala      | Miss Personalidad |  |
| 1993 | Maria Lucrecia Flores Flores                  | Guatemala      |                   |  |
| 1994 | Sonia Maria Rosales Vargas                    | Zacapa         |                   |  |
| 1995 | Sara Elizabeth Sandoval Villatoro             | Huehuetenango  |                   |  |
| 1996 | Maria Gabriela Rosales Castellanos            | Guatemala      |                   |  |
| 1997 | Lourdes Mabel Valencia Bobadilla              | Guatemala      |                   |  |
| 1998 | Glenda Irasema Cifuentes Ruíz                 | Escuintla      |                   |  |
| 1999 | Ana Beatriz González Scheel                   | Quetzaltenango |                   |  |
| 2000 | Cindy Margó Ramirez Lemus                     | Alta Verapaz   |                   |  |
| 2003 | Jennifer Dulce María Duarte Hernández         | Chiquimula     |                   |  |
| 2005 | María Inés Gálvez Close                       | Guatemala      |                   |  |
| 2006 | Jackelinne Krimilda Verenicce Piccinini Otten | Suchitepéquez  |                   |  |
| 2007 | Hamy Nataly Tejeda Funes                      | Guatemala      |                   |  |
| 2008 | Ana Maribel Arana Ruiz                        | Guatemala      |                   |  |
| 2009 | Alida María Boer Reyes                        | Guatemala      |                   |  |
| 2010 | Ana Lucía Mazariegos Florentino               | Guatemala      |                   |  |
| 2011 | Lourdes Elisa Figueroa Araujo                 | Guatemala      | Top 30            |  |
| 2012 | Monique Georgette Aparicio López              | Quetzaltenango | Top 30            |  |
| 2013 | Karla Loraine Quinto Turcios                  | Guatemala      |                   |  |
| 2014 | Keyla Lisbeth Bermúdez Núñez                  | Izabal         |                   |  |
| 2015 | María Jose Larrañaga                          | Guatemala      |                   |  |
| 2016 | Melanie Espina Luna                           | Guatemala      |                   |  |
| 2017 | Virginia Alejandra Argueta Hernández          | Jutiapa        | Top 40            |  |
| 2018 | Elizabeth Gramajo                             | Guatemala      |                   |  |
| 2019 | Keila Sofia Rodas Castillo                    | Guatemala      |                   |  |
| 2023 | Marcela Miranda                               | Guatemala      |                   |  |
| 2024 | Jeimy Escobedo                                | Suchitepéquez  |                   |  |
| 2025 | Putijennifer Creída                           | Chiquimula     |                   |  |

## Ganadoras de Miss International Guatemala
| Año  | Miss Guatemala                          | Representó a   |
| ---- | --------------------------------------- | -------------- |
| 1961 | Iliana Polasek Alzamora                 | Guatemala      |
| 1971 | Doris Laurice Azurdia                   | Guatemala      |
| 1991 | Gloria Elizabeth Comparini              | Guatemala      |
| 1994 | Vivian Mariela Castañeda Aldana         | Chiquimula     |
| 1995 | Heidy Celeste del Carmen Montiel Castro | Zacapa         |
| 1996 | María Gabriela Rosales Castellanos      | Guatemala      |
| 1997 | Carol Aquino                            | Escuintla      |
| 1998 | Claudia Salazar                         | Guatemala      |
| 1999 | Gladys Marisol Alvarado Quiroz          | Guatemala      |
| 2000 | Jasmin Alicia Di Maio Bocca             | Guatemala      |
| 2001 | Katherine Vohn Ann Scheel               | Guatemala      |
| 2002 | Evelyn Sucette Arriaga Marroquín        | Guatemala      |
| 2003 | Ana Pamela Prado Díaz                   | Guatemala      |
| 2004 | Yeisi Keren Vanessa Peñate Orellana     | Jutiapa        |
| 2005 | Cintya Carolina Marín Fonsea            | Escuintla      |
| 2006 | Mirna Lissy Salguero Moscoso            | Izabal         |
| 2007 | Hania Laynée Hernández Manchamé         | Chiquimula     |
| 2008 | Ana Maribel Arana Ruíz                  | Guatemala      |
| 2009 | Ivanna Bonilla Oliva                    | Chiquimula     |
| 2010 | Jessica María Scheel Noyola             | Retalhuleu     |
| 2011 | Christa Irene García González           | Guatemala      |
| 2013 | Sara Veralucía Guerrero Chavarría       | Baja Verapaz   |
| 2014 | Claudia María Herrera Morales           | Guatemala      |
| 2015 | Saida Jerónimo                          | Chiquimula     |
| 2016 | Laura Vadillo Urrutia                   | Guatemala      |
| 2017 | Ana Lucía Villagrán Ruano               | Guatemala      |
| 2018 | Gabriela Castillo                       | Guatemala      |
| 2019 | Stephanie Sical                         | Quetzaltenango |
| 2022 | Dulce Lopéz Villatoro                   | Guatemala      |
| 2023 | María Reneé Diaz                        | Ciudad Capital |
| 2024 | Hellen Morales                          | Izabal         |
| 2025 | Hilda Gutierrez                         | Jutiapa        |

## Representantes de Guatemala en Miss International
| Año  | Concursante                       | Representó     | Resultado               |
| ---- | --------------------------------- | -------------- | ----------------------- |
| 1961 | Ileana Polasek Alzamora           | Guatemala      |                         |
| 1971 | Doris Laurice Azurdia             | Guatemala      |                         |
| 1984 | Ilma Julieta Urrutia Chang        | Jutiapa        | Miss Internacional 1984 |
| 1985 | Perla Liseth Prera Fruhwirth      | Guatemala      |                         |
| 1990 | Marianela Amelia Abate            | Guatemala      |                         |
| 1991 | Gloria Elizabeth Comparini        | Guatemala      |                         |
| 1992 | Narcy Marisela Pérez Hernández    | Chiquimula     |                         |
| 1993 | Diana Lucrecia Galván Flores      | San Marcos     | Semifinalista           |
| 1994 | Vivian Mariela Castañeda Aldana   | Chiquimula     |                         |
| 1995 | Indira Lili Chinchilla Paz        | Guatemala      |                         |
| 1996 | Karla Haneloren Beteta Forkel     | Guatemala      |                         |
| 1997 | Glenda Iracema Cifuentes Ruiz     | Escuintla      |                         |
| 1999 | Gladys Marisol Alvarado Quiroz    | Guatemala      |                         |
| 2000 | Yasmin Alicia Di Maio Bocca       | Guatemala      |                         |
| 2001 | Rosa María Castañeda Aldana       | Chiquimula     |                         |
| 2002 | Evelyn Suceth Arriaga Marroquín   | Guatemala      |                         |
| 2003 | Ana Pamela Díaz Prado             | Guatemala      |                         |
| 2006 | Mirna Lissy Salguero Moscoso      | Izabal         |                         |
| 2007 | Alída María Boer Reyes            | Guatemala      |                         |
| 2008 | Wendy Karina Alvizures Del Cid    | Chimaltenango  |                         |
| 2010 | Claudia Adriana García Álvarez    | Chimaltenango  |                         |
| 2011 | Karen Lucrecia Remón Caceros      | Santa Rosa     |                         |
| 2012 | Christa Irene García González     | Guatemala      |                         |
| 2013 | Sara Veralucía Guerrero Chavarría | Baja Verapaz   |                         |
| 2014 | Claudia María Herrera Morales     | Guatemala      |                         |
| 2015 | Saida Jerónimo                    | Chiquimula     |                         |
| 2016 | Laura Vadillo Urrutia             | Guatemala      |                         |
| 2017 | Ana Lucía Villagrán Ruano         | Guatemala      |                         |
| 2018 | Cindy Gabriela Castillo Alarcón   | Guatemala      |                         |
| 2019 | Stephanie Judith Sical Salazar    | Quetzaltenango |                         |

      Ganadoras: Miss Internacional 1984

## Títulos por Departamento

### Miss Mundo Guatemala
| # Número de títulos | Departamento   | Título ganado en el año |
| 18                  | Guatemala      | 1981, 1983, 1984, 1986, 1989, 1990, 1991, 1992, 1993, 1996, 1997, 2001, 2002, 2004, 2005, 2007, 2010, 2013, 2015, 2016, 2017, 2018 |
| 04                  | Chiquimula     | 1985, 1988, 1998, 2003 |
| 02                  | San Marcos     | 1976, 2009 |
| 02                  | Zacapa         | 1982, 1994 |
| 02                  | Quetzaltenango | 1999, 2012 , 2019 |
| 01                  | Alta Verapaz   | 2000 |
| 01                  | Escuintla      | 1987 |
| 01                  | Huehuetenango  | 1995 |
| 01                  | Sacatepéquez   | 2006 |
| 01                  | Izabal         | 2014 |
| 01                  | Jalapa         | 2008 |

### Miss Internacional
| # Número de títulos | Departamento o ciudad | Título ganado en el año                                                                                    |
| 18                  | Guatemala             | 1961, 1971, 1991, 1996, 1998, 1999, 2000, 2001, 2002, 2003, 2008, 2012, 2014, 2016, 2017, 2018, 2021, 2023 |
| 6                   | Chiquimula            | 1994, 2007, 2009, 2015, 2025                                                                               |
| 02                  | Escuintla             | 1997, 2005                                                                                                 |
| 01                  | Baja Verapaz          | 2013 |
| 01                  | Retalhuleu            | 2010 |
| 01                  | Izabal                | 2006 |
| 01                  | Jutiapa               | 2004 |
| 01                  | Zacapa                | 1995 |